# J-Hope
J-Hope (kor. 제이홉, ur. 18 lutego 1994 w Gwangju), właśc. Jung Ho-seok (kor. 정호석) – południowokoreański raper, tekściarz, producent muzyczny oraz tancerz. Jest członkiem południowokoreańskiego boysbandu BTS należącego do wytwórni Big Hit Entertainment. W 2018 roku wydał swój pierwszy solowy mixtape Hope World.

## Życiorys i kariera

### 1994–2012: Wczesne lata
Jung Ho-seok urodził się 18 lutego 1994 roku w Gwangju, gdzie mieszkał z rodzicami oraz starszą siostrą. Przed debiutem w BTS był częścią undergroundowej grupy tanecznej Neuron i uczęszczał na lekcje tańca do Gwangju Music Academy przez 6 lat, od czwartej klasy do pierwszej klasy liceum, kiedy to podpisał kontrakt z Big Hit Entertainment. J-Hope był stosunkowo dobrze znany ze swoich umiejętności tanecznych przed debiutem; wygrał różne lokalne nagrody w konkursach tanecznych, w tym pierwsze miejsce w krajowym konkursie tańca w 2008 roku. Jego umiejętności taneczne ostatecznie doprowadziły go do zainteresowania się również śpiewem i rapem, a te pomogły mu w przesłuchaniu na stażystę w wytwórni. Przed debiutem J-Hope pojawił się jako raper w utworze Jo Kwona „Animal”, który został wydany w 2012 roku.

### Od 2013: BTS i inne aktywności
13 czerwca 2013 roku J-Hope zadebiutował jako członek BTS programie M Countdown stacji Mnet z utworem „No More Dream” z ich debiutanckiego singla 2 Cool 4 Skool. Był trzecim członkiem, który dołączył do grupy jako stażysta, po RM i Min Yoon-gi. J-Hope od tego momentu był zaangażowany w proces tworzenia każdego albumu z dyskografii swojego zespołu.
14 czerwca 2019 roku J-Hope, razem z innym członkiem BTS V oraz ze szwedzką piosenkarką Zarą Larsson nagrali piosenkę „A Brand New Day” jako soundtrack do mobilnej gry BTS World.

### Od 2018: Solowa aktywność i pierwszy mixtape
1 marca 2018 roku artysta wydał swój pierwszy solowy mixtape Hope World przez serwis SoundCloud, razem z teledyskiem do głównego utworu „Daydream”. Teledysk do utworu „Airplane” został wydany później, 6 marca. Album zadebiutował na 63. pozycji i ostatecznie uplasował się na 38. miejscu listy Billboard 200, zostając ówcześnie najwyżej notowanym solowym artystą k-popowym na liście. Hope World osiągnął również 35. miejsce na liście Canadian Albums i 19. miejsce na liście US Top Rap Albums. Trzy utwory z mixtape'a, „Daydream”, „Hope World” i „Hangsang”, uplasowały się kolejno na 3., 16. i 24. miejscu na liście World Digital Songs. W następnym tygodniu pozycja tych piosenek na liście wzrosła na pozycje 1., 6. i 11. odpowiednio, a także odnotowane zostały kolejne utwory: „Airplane”, „Base Line” i „POP (Piece of Peace) pt. 1” odpowiednio pod numerami 5., 6. i 12. „Daydream” plasujący się na szczycie listy uczynił J-Hope’a jednym z zaledwie dziesięciu koreańskich artystów, w tym BTS, który tego dokonał. Sukces jego solowego debiutu sprawił, że zajął 3. miejsce na liście Emerging Artists i 97. na liście Artist 100 w tygodniu rozpoczynającym się 10 marca, a w następnym był już na 91. miejscu. Jest piątym Koreańskim artystą i drugim Koreańskim solistą po Psy, który znalazł się na liście Artist 100. Mixtape był notowany w dziesięciu krajach na całym świecie, a „Daydream” w trzech. Hope World uplasował się na piątym miejscu na liście World Albums Chart Billboard w owym roku. Dodatkowo J-Hope stał się solowym artystą z największą liczbą obserwujących w serwisie Spotify, przebijając tym samym rekord należący wcześniej do G-Dragona.
27 września 2019 roku wydał kolejny singel pt. „Chicken Noodle Soup”, we współpracy z amerykańską wokalistką Becky G. Utwór zadebiutował na liście Billboard Hot 100 na 81. miejscu z 9,7 milionami odtworzeń i 11 000 pobrań 4 października, dzięki czemu J-Hope był pierwszym członkiem BTS, który znalazł się na liście Hot 100 jako solowy artysta spoza grupy, trzecim Koreańskim solowym artystą na liście (po PSY i CL) i szóstym Koreańskim artystą ogólnie. „Chicken Noodle Soup” znalazł się również na pierwszym miejscu na liście World Digital Songs będąc tym samym drugą piosenką J-Hope’a, która to osiągnęła po „Daydream” z 2018 roku.
1 marca 2021 roku, z okazji trzeciej rocznicy swojego mixtape'a J-Hope wypuścił pełną, trzy minutową wersje outro Hope World – „Blue Side (Outro)”. Piosenka została udostępniona na profilu zespołu BTS w serwisie SoundCloud za darmo.

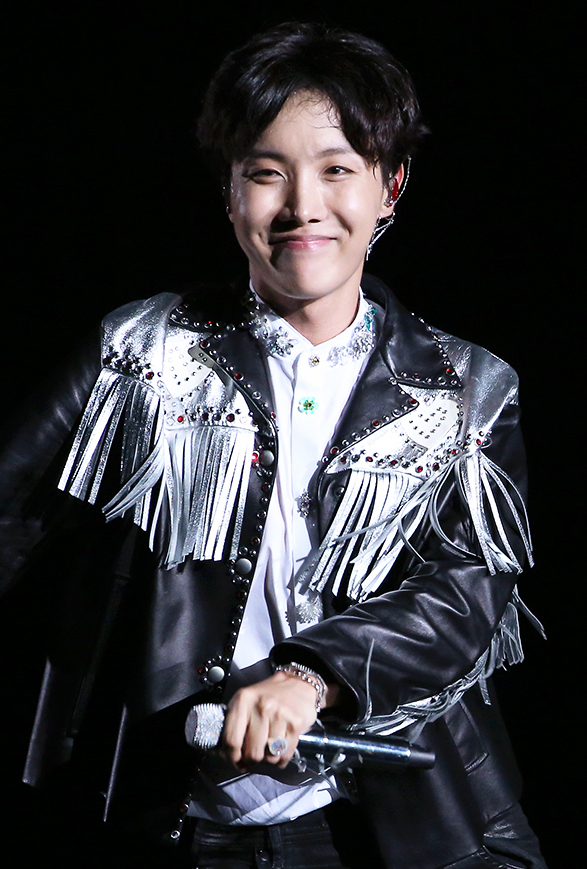
J-Hope na Stadionie Olimpijskim w Seulu podczas trasy koncertowej BTS Love Yourself, sierpień 2018

## Geneza pseudonimu
Jego pseudonim, „J-Hope” (kor. 제이홉), wyraża pragnienie reprezentowania nadziei fanom, a także bycia „nadzieją BTS”. Jest to także odniesienie do mitu o puszce Pandory, ponieważ po tym kiedy puszka została otwarta i na świat wypuszczone zostało całe zło, pozostała jedynie nadzieja.

## Wpływ i wizerunek publiczny
J-Hope jest opisywany jako artysta mający optymistyczny i energiczny ton w swojej muzyce i występach. Jego mixtape, Hope World, został opisany jako mający zabawny charakter i zawierający wiele gatunków muzycznych, w tym synth pop, trap, house, alternatywny hip-hop, funk i elementy retro. W recenzji opublikowanej przez The 405, Emmad Usmani pochwalił koncepcję i produkcję mixtape’u, pisząc: „J-Hope prezentuje wyjątkową kreatywność, autentyczną osobowość i spójne wyczucie kierunku przez ponad 20 minut projektu”. Jeff Benjamin z Fuse napisał, że klimatyczny styl „Blue Side”, outro track Hope World,  „pozostawia słuchacza ciekawego, czego następnym razem można się spodziewać od J-Hope’a”. Liryczne elementy mixtape'u, w szczególności główna piosenka „Daydream”, została doceniona przez magazyn Billboard za opisanie trudności, z jakimi boryka się idol w swojej karierze, różne odniesienia literackie i zabawne przedstawienie poważnej tematyki.
J-Hope zaznaczył, że duży wpływ w trakcie tworzenia Hope World miała na niego powieść „Dwadzieścia tysięcy mil podmorskiej żeglugi” Julesa Verne’a oraz twórczość Kyle, Aminé i Joey Badass. Idea pokoju była również podstawą dla większości jego tekstów. J-hope  stwierdził, że „byłoby fantastycznie stać się częścią czyjegoś osobistego spokoju poprzez moją muzykę”, w wywiadzie dla magazynu Time. Idea „reprezentowania współczesnego pokolenia” wpłynęła również na jego twórczość w trakcie pracy nad  muzyką BTS. W jego twórczości pojawiło się również nawiązanie do serii science fiction „Autostopem przez Galaktykę” Douglasa Adamsa.
W 2018 roku, wraz z pozostałymi członkami zespołu, został nagrodzony przez prezydenta Korei Południowej Orderem Zasługi Kulturalnej piątej klasy za szerzenie hallyu i przyczynianie się do rozwoju kultury popularnej i sztuki.
W styczniu 2020 roku, J-Hope awansował na pełnoprawnego członka Korea Music Copyright Association (KOMCA).

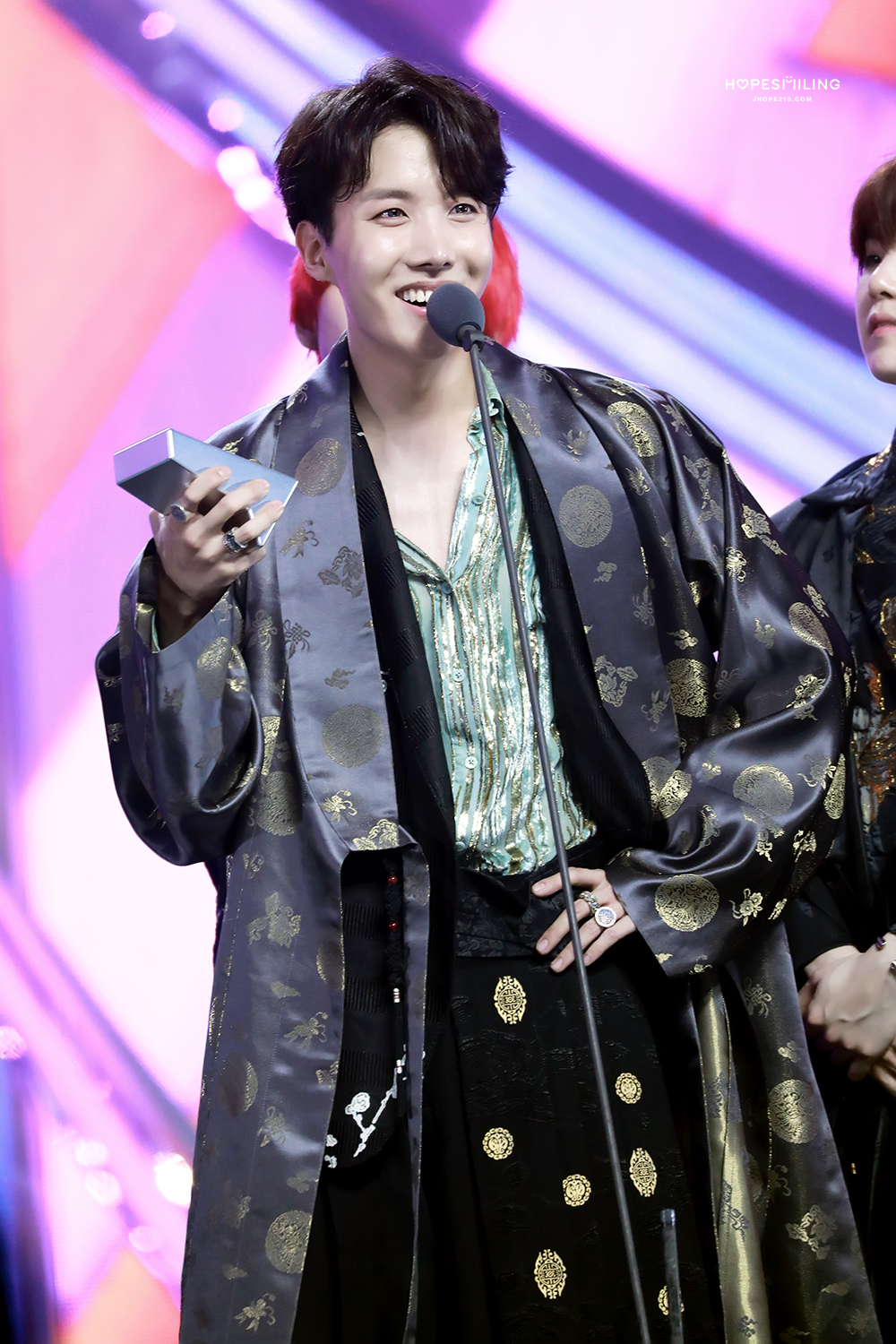
J-Hope przemawiający na Melon Music Awards, 2018 r.

## Życie prywatne
W 2016 roku J-Hope kupił luksusowy apartament w Korei Południowej o wartości 1,6 mln dolarów na własny użytek. Od 2018 roku mieszka w Seulu wraz z członkami zespołu. W marcu 2019 roku, wraz z RM i Sugą, zapisał się na Hanyang Cyber University, na studia magisterskie zarządzania biznesem w dziedzinie reklamy i mediów.

## Filantropia
J-Hope od 2018 roku jest członkiem „Green Noble Club”, który wyróżnia cennych darczyńców Child Fund Korea. 18 lutego 2019 roku przekazał 100 milionów koreańskich wonów (około 350 tys. złotych) na organizację wspierającą uczniów szkoły, do której uczęszczał w Gwangju. Wcześniej przekazał już 150 milionów koreańskich wonów (około 470 tys. złotych) w grudniu 2018 roku, ale na jego prośbę dotacja w tamtym czasie pozostała anonimowa. W grudniu 2019 roku przekazał kolejne 100 milionów wonów. 17 listopada 2020 roku przekazał 100 milionów wonów na wsparcie dzieci przeżywających trudności ekonomiczne w związku z pandemią COVID-19. 18 lutego 2021 roku przekazał 150 milionów wonów na wsparcie dzieci z wadami wzroku i słuchu.

## Dyskografia

### Solowa
Albumy studyjne
- "Hope on the street" Vol. 1 (2024)
- Jack in the Box (2022)

Mixtape
- Hope World (2018)

Piosenki
- „1 Verse” (2015)
- „Ddaeng” (kor. 땡 (Ddaeng)) (razem z RM i Suga) (2018)
- „Chicken Noodle Soup” (featuring Becky G) (2019)
- „More” (2022)
- „Arson” (kor. 방화) (2022)